# Barthélemy Corneille
Barthélemy Corneille est un sculpteur français, lauréat du prix de Rome en 1787.

## Biographie
Barthélemy Corneille est né à Marseille vers 1760 ; élève sculpteur à l’Académie de sculpture de la ville, émule de Barthélémy-François Chardigny,  il reçoit un premier prix en 1775.
Admis à l’Académie royale de peinture et de sculpture de Paris, il est l’élève de Charles-Antoine Bridan ; il remporte le premier grand prix de Rome le 27 août 1787 (le sujet était « La peste sous le règne de David ») et, pensionnaire de l’Académie de France à Rome, il arrive dans la Ville Éternelle, le 10 décembre de la même année.
Il séjourne au Palais Mancini (siège de l’Académie de France à Rome entre 1789 et 1793) jusqu’en 1791.
Après un bref retour en France, il s’établit définitivement en Italie, notamment à Volterra où il contribue à former Lorenzo Bartolini et séjourne à Rome et à Florence.
Il est mort à Florence en 1805.

## Ses œuvres
- Buste de Vittorio Alfieri : buste grandeur nature, en marbre, daté de 1798 à Florence, au musée de Montpellier[4];
- Médaillon de François-Xavier Fabre : B. Corneille réalisa ce médaillon en marbre de son camarade à Rome en 1790; au musée de Montpellier.